# کلیسای بانوی ما، بروخه
کلیسای بانوی ما (هلندی: Onze-Lieve-Vrouwekerk) یک کلیسا کاتولیک در شهر بروخه، بلژیک است.
این کلیسا که در قرن ۱۳ تا ۱۵ میلادی ساخته شده دارای ۱۱۵٫۶ متر ارتفاع است.

## نگارخانه

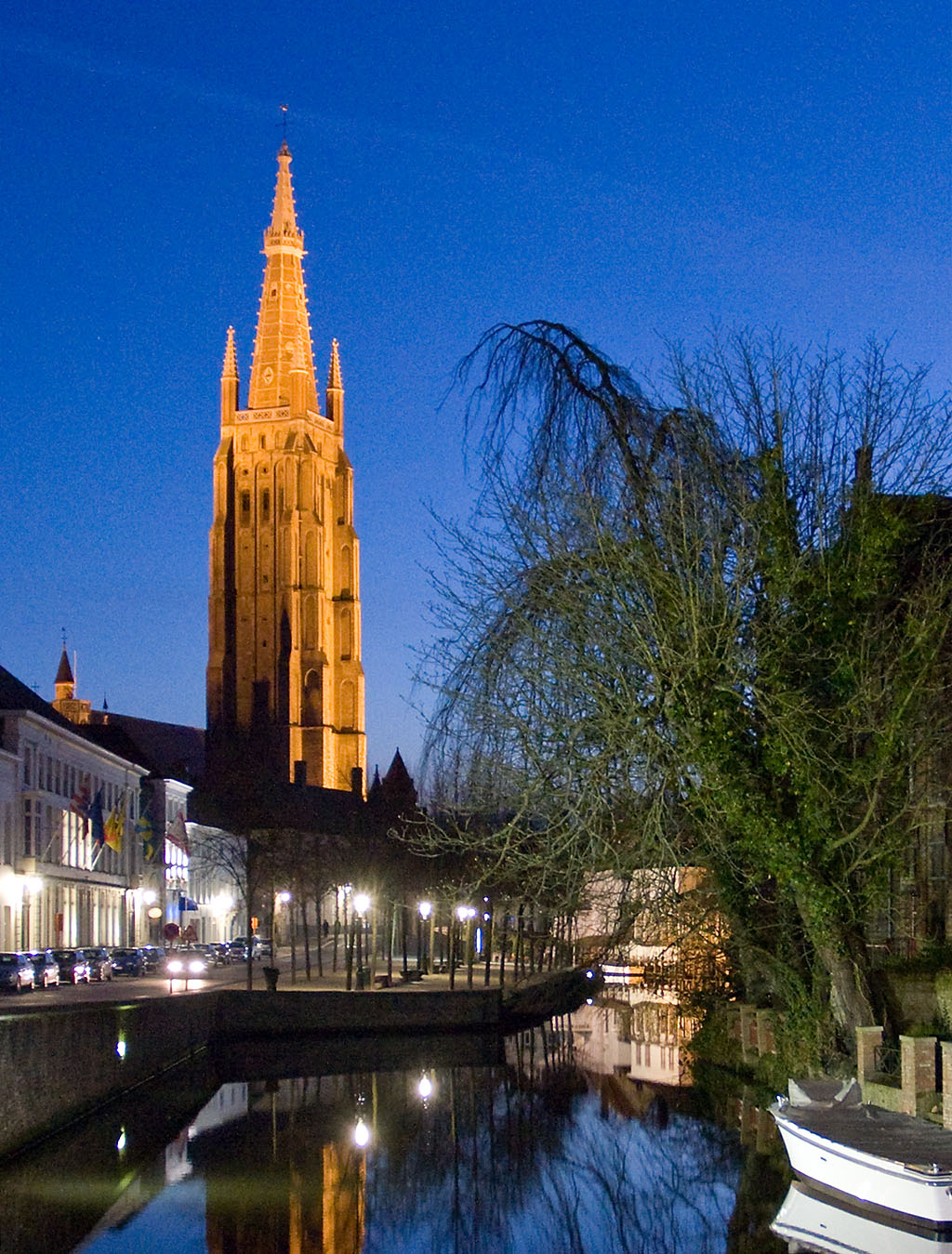
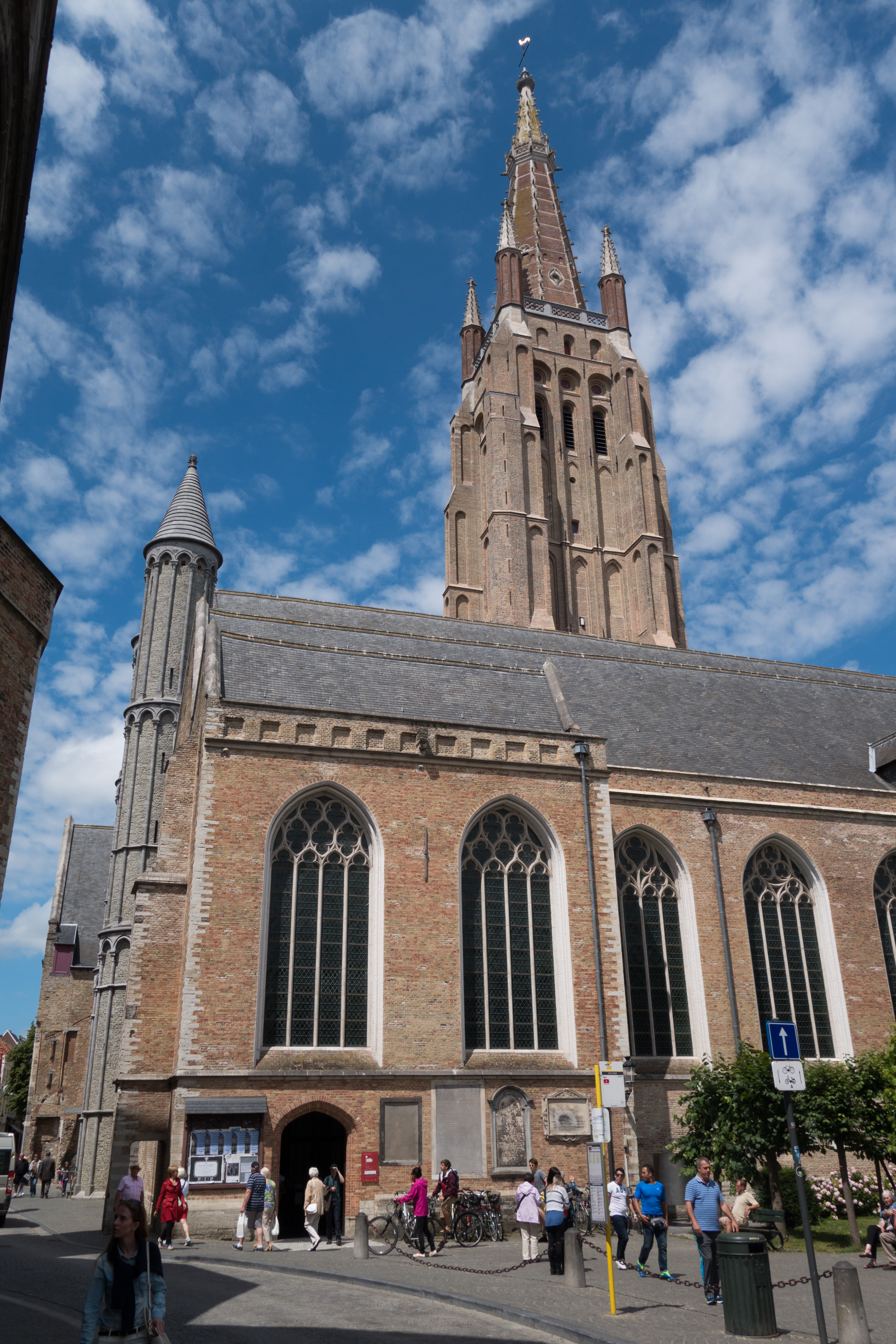
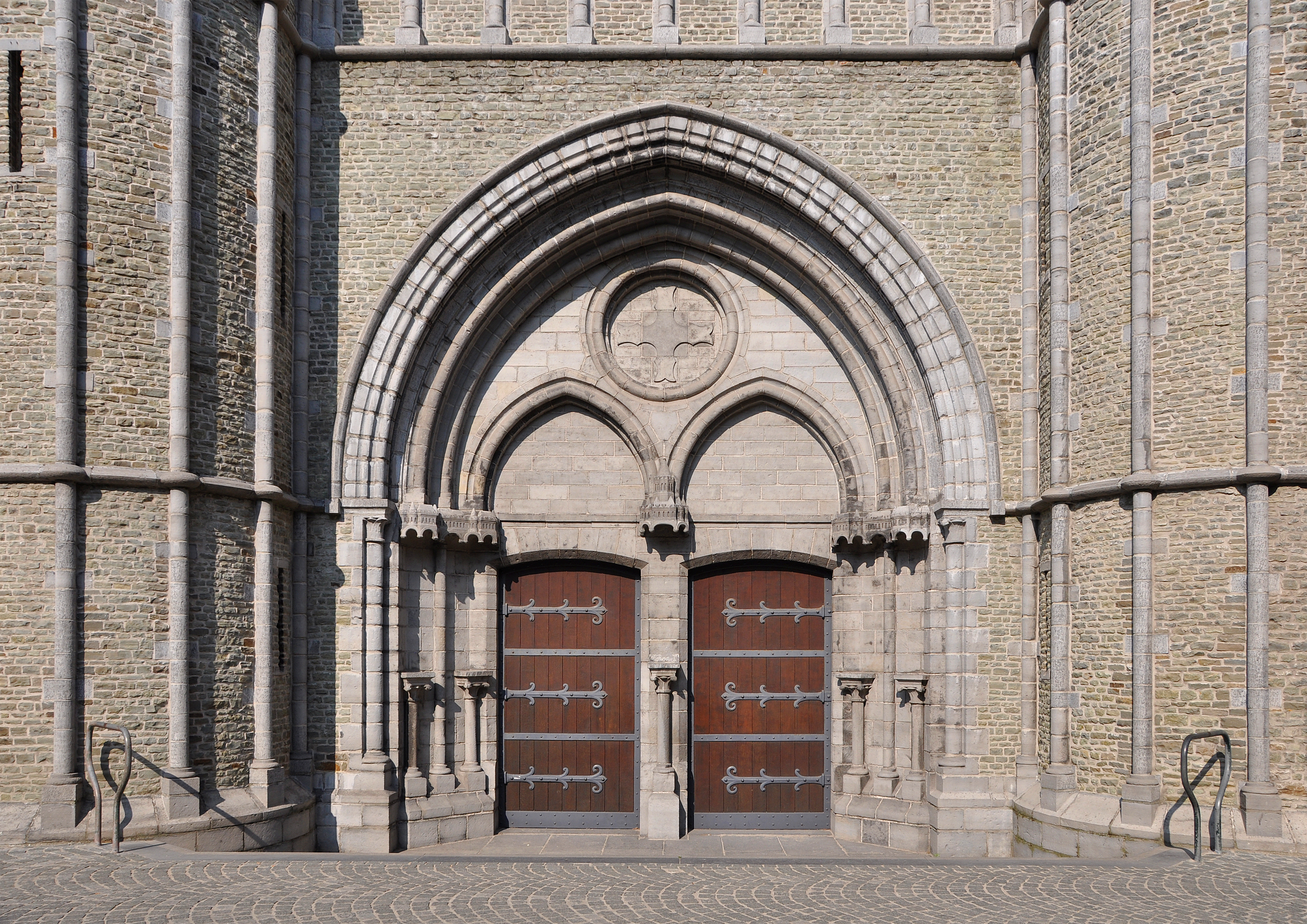
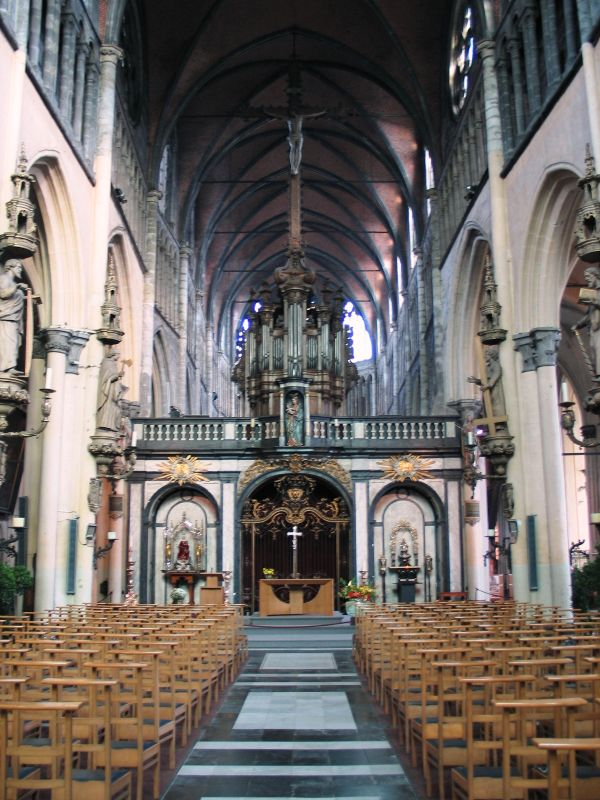
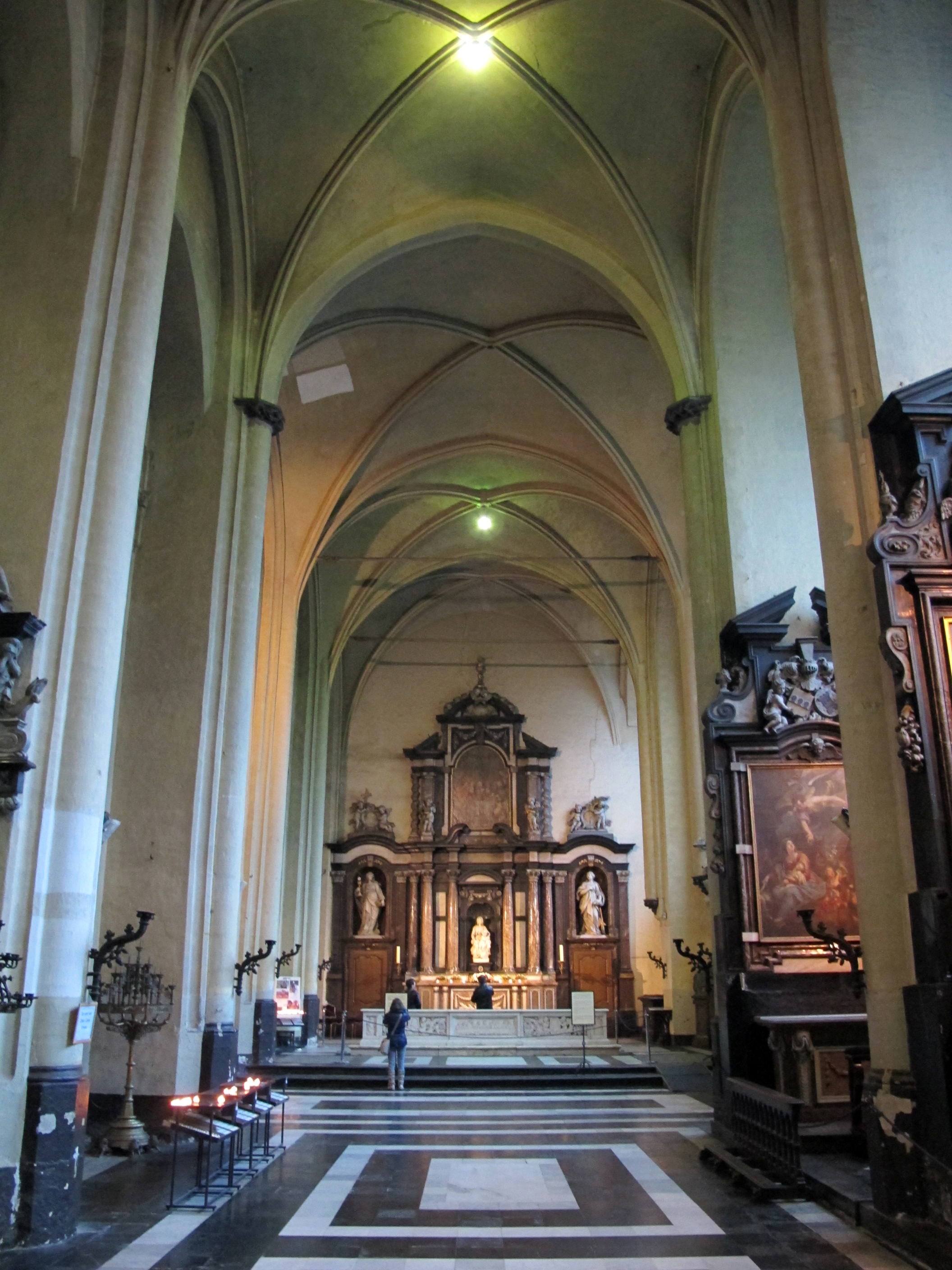